# Grup Pro Govern Constitucional
El Rikken Seiyūkai (立憲政友会, traduït com «Associació d'Amics del Govern Constitucional») va ser el principal partit polític japonès des de 1900 a 1940, quan va ser absorbit per l'Associació de Suport al Règim Imperial.
El Seiyūkai va ser creat oficialment el 15 de setembre de 1900. El seu principal promotor va ser Itō Hirobumi, amb la idea de crear un partit format pels seus partidaris i altres buròcrates governamentals, en un intent d'assegurar la seva base de poder polític, tot cercant els suports entre les classes comercials i industrials urbanes. La cerimònia d'inauguració va comptar amb la presència de 1400 persones i en el moment de la fundació va assolir la xifra del milió de socis. Entre els membres, a banda dels buròcrates partidaris d'Itō, cal destacar a Hoshi Tōru del Kenseikai i molts altres membres d'aquest partit, el més gran que hi havia aleshores a la Dieta, però també periodistes i nobles.
En la confecció dels estatus van estar involucrats Itō Hirobumi i Itō Miyoji. El fundador va donar a la formació el nom d'associació en lloc de partit perquè volia allunyar-se de la imatge tradicional dels partits; l'objectiu era atreure una base de suport social més àmplia i convertir-lo en una mena de club, però no va tenir gaire efecte. En alguns aspectes era una força liberal i defensava una major participació parlamentària al govern japonès. Al llarg de la seva existència el partit va rebre el suport econòmic de terratinents i grans corporacions empresarials (zaibatsu).
A partir de després de la guerra russojaponesa (1904-1905), la difícil situació financera del Japó va permetre als líders del partit d'obtenir de l'elit conservadora que membres del seu partit formessin part dels governs i es va augmentar el poder de la Dieta, una situació que es va allargar fins a 1912, quan arran d'un conflicte amb l'exèrcit s'entrà en una crisi política que va suposar el reforç del Parlament. Des de llavors el poder del Seiyūkai va oscil·lar segons qui hi havia el govern. Amb Hara Takashi (1918-1921) el partit va tenir per primera vegada un veritable home de partit com a primer ministre, i tot i que es diu que aquest va intentar promoure una democràcia a l'americana, també va mantenir influència de la burocràcia i dels genrō.
Durant els anys 20 va tenir com a principal oposició el Minseitō. El programa polític del Seiyūkai era més conservador que el del seu rival, però tots dos eren contraris a les forces revolucionària d'esquerra i de dreta radicals, introduint lleis repressives el 1924 i 1928. Ambdós partits van perdre influència constantment en favor dels militars durant els anys 30.
El 1939 el partit es va dividir en dues formacions que, finalment, van acabar fusionades el 1940 a l'Associació de Suport al Règim Imperial, promoguda pel govern de Fumimaro Konoe. Després de 1945 molts membres del partit van ajudar a fundar el Partit Liberal.

## Resultats electorals
| Any  | Vots      | %      | Escons    | +/– |
| ---- | --------- | ------ | --------- | --- |
| 1902 | 433,763   | 50.40% | 191 / 376 | =   |
| 1903 | 373,022   | 45.42  | 175 / 376 | 16  |
| 1904 | 217,691   | 33.47  | 133 / 379 | 42  |
| 1908 | 649,858   | 48.40  | 187 / 379 | 54  |
| 1912 | 689,613   | 51.52  | 209 / 381 | 22  |
| 1915 | 446,934   | 31.54  | 108 / 381 | 101 |
| 1917 | 504,720   | 38.80  | 165 / 381 | 57  |
| 1920 | 1,471,728 | 55.77  | 278 / 464 | 113 |
| 1924 | 666,317   | 22.41  | 103 / 464 | 175 |
| 1928 | 4,244,385 | 43.06% | 217 / 466 | 114 |
| 1930 | 3,925,980 | 37.69  | 174 / 466 | 43  |
| 1932 | 5,683,137 | 58.20  | 301 / 466 | 127 |
| 1936 | 4,188,029 | 37.62  | 174 / 466 | 127 |
| 1937 | 3,594,863 | 35.23  | 175 / 466 | 1   |